# Fedir Shchus
Fedir Shchus, também Fyodor Shuss (em ucraniano:  Федір Щусь, f. junho de 1921), foi um comandante anarquista no Exército Insurgente Makhnovista de Nestor Makhno. Originalmente separado e independente de Makhno, Shchus posteriormente uniu-se as unidades anarquistas de Makhno e se tornou um de seus oficiais mais hábeis. 

## Biografia
Segundo o historiador ucraniano Pavlo Hai-Nyzhnyk, até quase o final de 1918 Shchus atuou de forma independente contra as forças de ocupação, principalmente as da Áustria-Hungria, até que sua formação foi destruída. Em 26 de setembro de 1918, se uniu as unidades de Makhno. 
Ele teve muitos desentendimentos com Makhno por preferir agir como um comandante semi-independente, e por usar o terror contra os colonos alemães na Ucrânia. Devido ao uso constante de terror, Makhno prendeu-o e ameaçou matá-lo, este reafirmou sua lealdade prometendo não repetir os crimes.
Finda a Guerra Civil Russa, devido a derrota do Exército Branco, em novembro de 1920, os comunistas imediatamente procuraram eliminar os anarquistas mais uma vez. Depois de recusar uma ordem direta do governo bolchevique para dissolver seu exército anarquista, Makhno interceptou três mensagens de Lenin para Christian Rakovski, o dirigente da União Soviética da Ucrânia bolchevique com base em Kharkiv. As ordens de Lenin eram para prender todos os membros da organização e julgá-los como criminosos comuns. Em 26 de novembro de 1920, menos de duas semanas depois de ajudar as forças do Exército Vermelho a derrotar o Exército Branco membros alto comando do  Exército Negro e muitos de seus subordinados foram presos em uma conferência organizada pelo Exército Vermelho, para a qual tinham sido convidados, sendo logo a seguir executados. No mesmo dia o Exército Vermelho e as Especiais Brigadas punitivas da Cheka atacaram todas as posições do exército negro na Crimeia. Makhno consegui escapar, mas logo foi forçado a recuar com suas tropas, quanto uma grande parte do Exército Vermelho foi trazido para sufocar não só os Makhnovistas, mas todos os anarquistas, até mesmo os seus admiradores e simpatizantes.
Shchus morreu em uma batalha contra a 8.ª Divisão do Exército Vermelho bolchevique em junho de 1921. 